# L'Umbracle
L'Umbracle és un jardí públic urbà que forma part del conjunt de la Ciutat de les Arts i les Ciències a la ciutat de València. Es destaca per ser una construcció moderna en la qual una sèrie d'arcades paral·leles parabòliques -en forma d'umbracle- cobreixen un jardí allargat i estret de palmeres i altres plantes mediterrànies. L'estructura està feta amb trencadís blanc, un estil típic dels edificis de Santiago Calatrava.
Té un total de 17.500 metres quadrats, 320 metres de llargària i 60 metres d'amplada. Té 55 arcades fixes i 54 flotants que mesuren 18 metres d'alçada. És una actualització de la tipologia noucentista de "winter garden". En contrast amb el formigó, el passeig està cobert amb fusta de teka, un tipus de fusta d'origen tropical que suporta les agressions de l'oratge amb poc desgast.
El parc es troba al sud-est de la ciutat, situat al barri de la Ciutat de les Arts i les Ciències, adossat a l'autovia del Saler que és l'eixida cap a l'Albufera. El parc comunica amb el Museu de les Ciències -que se situa a la llera del riu Túria i per tant, més baix- a través d'unes escales i ascensors, i amb l'avinguda i els propers Centre Comercial del Saler i la Ciutat de la Justícia amb una sèrie d'escales més curtes. En el seu extrem més proper al pont de l'Assut de l'Or es troben les discoteques Mya i l'Umbracle.